# حزبة (جهاد)
حزبة (بالفارسية: حزبه) هي قرية تقع في إيران في قسم جهاد الريفي. يقدر عدد سكانها بـ 88 نسمة .